# Ekbatan
Ekbatan est un quartier de l'ouest de Téhéran, la capitale de l'Iran. Il s'agit d'un projet planifié d'appartements modernes sur un terrain 2,208,570 m² dont la construction débuta en 1975.
Il a été pensé par un cabinet d'architecture américain et a été construit par des ingénieurs allemands, italiens et français.